# Karel Nedvěd
Karel Nedvěd – płotkarz reprezentujący Bohemię, uczestnik letnich igrzysk olimpijskich w Paryżu.
Na LIO 1900 Nedvěd startował w biegu na 400 metrów przez plotki, gdzie zajął piąte miejsce w gronie pięciu zawodników. Był jedynym zawodnikiem, który nie zakwalifikował się do finału.

## Letnie Igrzyska Olimpijskie 1900
| Konkurencja                     | Eliminacje | Eliminacje       | Półfinały             | Półfinały             | Finał                 | Finał                 |
| Konkurencja                     | Wynik      | Miejsce          | Wynik                 | Miejsce               | Wynik                 | Miejsce               |
| ------------------------------- | ---------- | ---------------- | --------------------- | --------------------- | --------------------- | --------------------- |
| Bieg na 400 metrów przez płotki | nieznany   | 3. w swoim biegu | → Nie awansował dalej | → Nie awansował dalej | → Nie awansował dalej | → Nie awansował dalej |